# Barthel Gilles

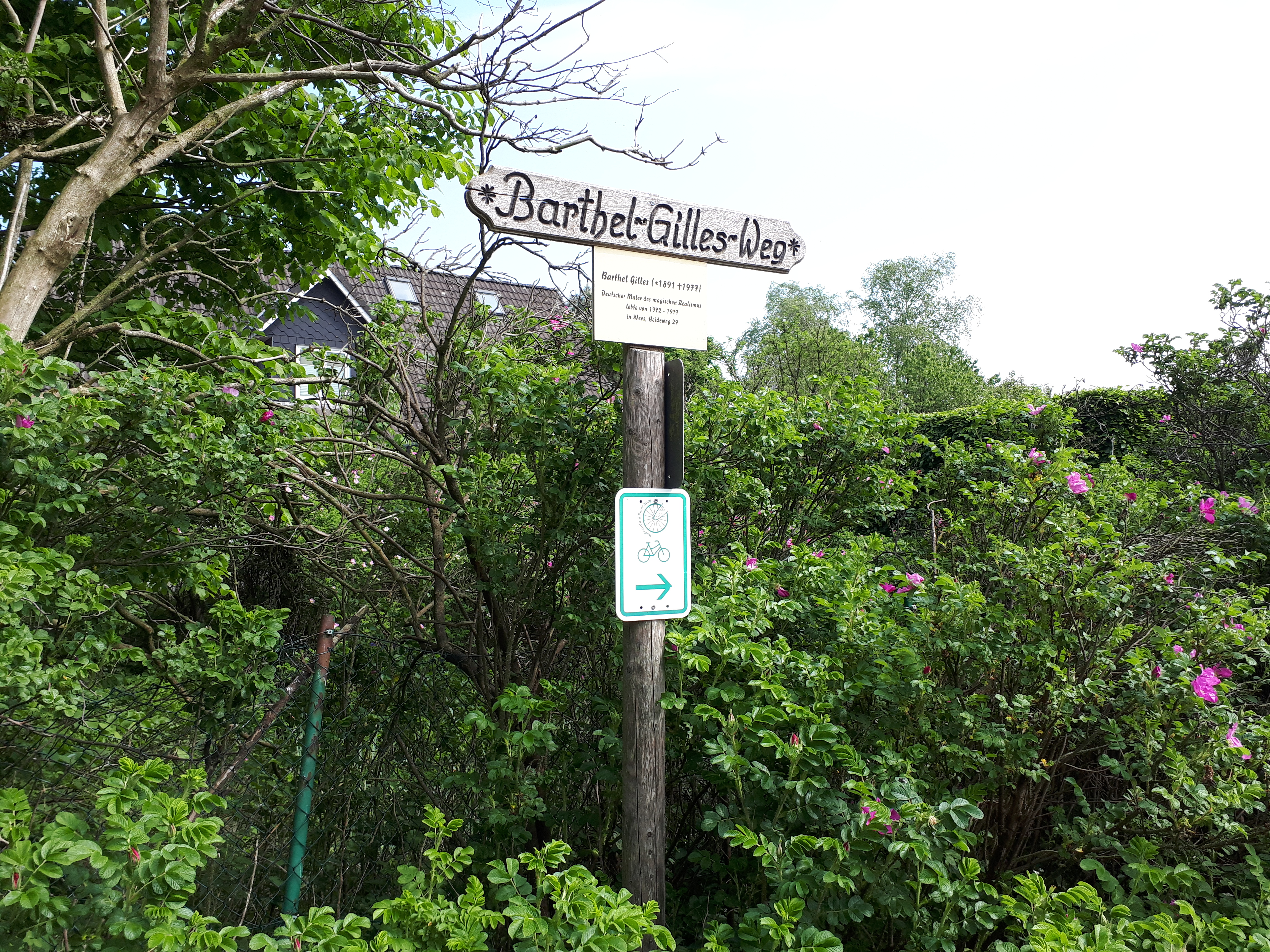
Straßennamensschild des nach dem Künstler benannten Barthel-Gilles-Wegs in Wees.

Barthel Gilles (* 31. August 1891 in Rendsburg; † 19. November 1977 in Wees bei Flensburg) war ein deutscher Maler der Neuen Sachlichkeit.

## Leben
Gilles’ Eltern waren der Waffenmeister Peter Heinrich Gilles und Margarethe, geb. Koppmann. Barthel Gilles erlernte von 1905 bis 1908 in Koblenz und Köln den Beruf des Dekorationsmalers. Von 1909 bis 1911 studierte er an der Düsseldorfer Kunstakademie bei Wilhelm Döringer und Ludwig Heupel-Siegen. Von 1914 bis 1918 nahm Gilles am Ersten Weltkrieg teil und wurde verwundet. Im Jahr 1929 trat er in die Kommunistische Partei Deutschlands (KPD) ein. Nach der Machtübernahme der Nationalsozialisten beteiligte sich Gilles 1933 an der ersten nationalsozialistischen Kunstausstellung Westkunst in Essen. Am 19. November 1937 beantragte er die Aufnahme in die NSDAP und wurde rückwirkend zum 1. Mai desselben Jahres aufgenommen (Mitgliedsnummer 5.615.414). Ab 1938 waren seine Werke bei Ausstellungen der nationalsozialistischen Massenorganisation Kraft durch Freude (KdF), einer Unterorganisation der Deutschen Arbeitsfront (DAF), vertreten. Während des Zweiten Weltkriegs wurden 1943 zahlreiche seiner Werke durch einen Bombenangriff zerstört.
Einige seiner Werke befinden sich heute im Suermondt-Ludwig-Museum in Aachen. Am Gebäude Heidenweg 29 im Weeser Ortsteil Wees-Bahnhof, in dem Gilles zuletzt wohnte, befindet sich die Wandmalerei eines Segelschiffes des Künstlers. Der unweit gelegene Weg, der vom Ortsteil zum südlich gelegenen Weesrieser Gehölz führt, erhielt den Namen Barthel-Gilles-Weg (Lage).